# Curtiss SBC Helldiver
«Кертіс» SBC «Геллдайвер» (англ. Curtiss SBC Helldiver) — американський палубний пікіруючий бомбардувальник-біплан виробництва авіакомпанії Curtiss-Wright, що перебував на озброєнні ВМС США в кінці 30-их років. На момент вступу США в війну вже застарів і знімався з озброєння, але все ж обмежено використовувався на початку війни.

## Історія створення
В 1932 році ВМС США замовило в компанії Curtiss-Wright двомісний палубний винищувач, який отримав позначення XF12C-1. Перший був монопланом з крилами типу «парасоль», і почав випробовуватись з липня 1933 року. Але вже в січні 1934 року ВМС відмовилось від цього проекту, натомість запропонували створити на його базі палубний пікіруючий бомбардувальник. Новий літак отримав позначення XSBC-1, але під час випробувань в вересні 1934 року прототип розбився. На основі отриманих результатів було вирішено, що моноплан з крилами типу «парасоль» не може успішно виходити з піке.
Наступний прототип XSBC-2 був перепроектований в біплан, і вперше піднявся в повітря 9 грудня 1935 року. В травні 1936 року на ньому було встановлено потужніший двигун, і перепозначено на XSBC-3. Саме в такій конфігурації літак було вирішено пустити в серійне виробництво. З липня 1937 до 1940 було виготовлено 257 літаків. SBC «Геллдайвер» став останнім біпланом прийнятим на озброєння ВМС США.

## Основні модифікації
- SBC-3 — оснащувався 14-и циліндровими двигунами повітряного охолодження Pratt & Whitney R-1535-94 потужністю 750 к.с. Озброєння складалось з одного курсового і одного турельного 7,62-мм кулемета. Стандартне бомбове навантаження — одна 227 кг бомба, максимальне — 454 кг бомба. (83 екз.)
- SBC-4 — оснащувався 9-и циліндровими двигунами повітряного охолодження Wright R-1820-34 потужністю 850 к.с. (174 екз.)

## Історія використання

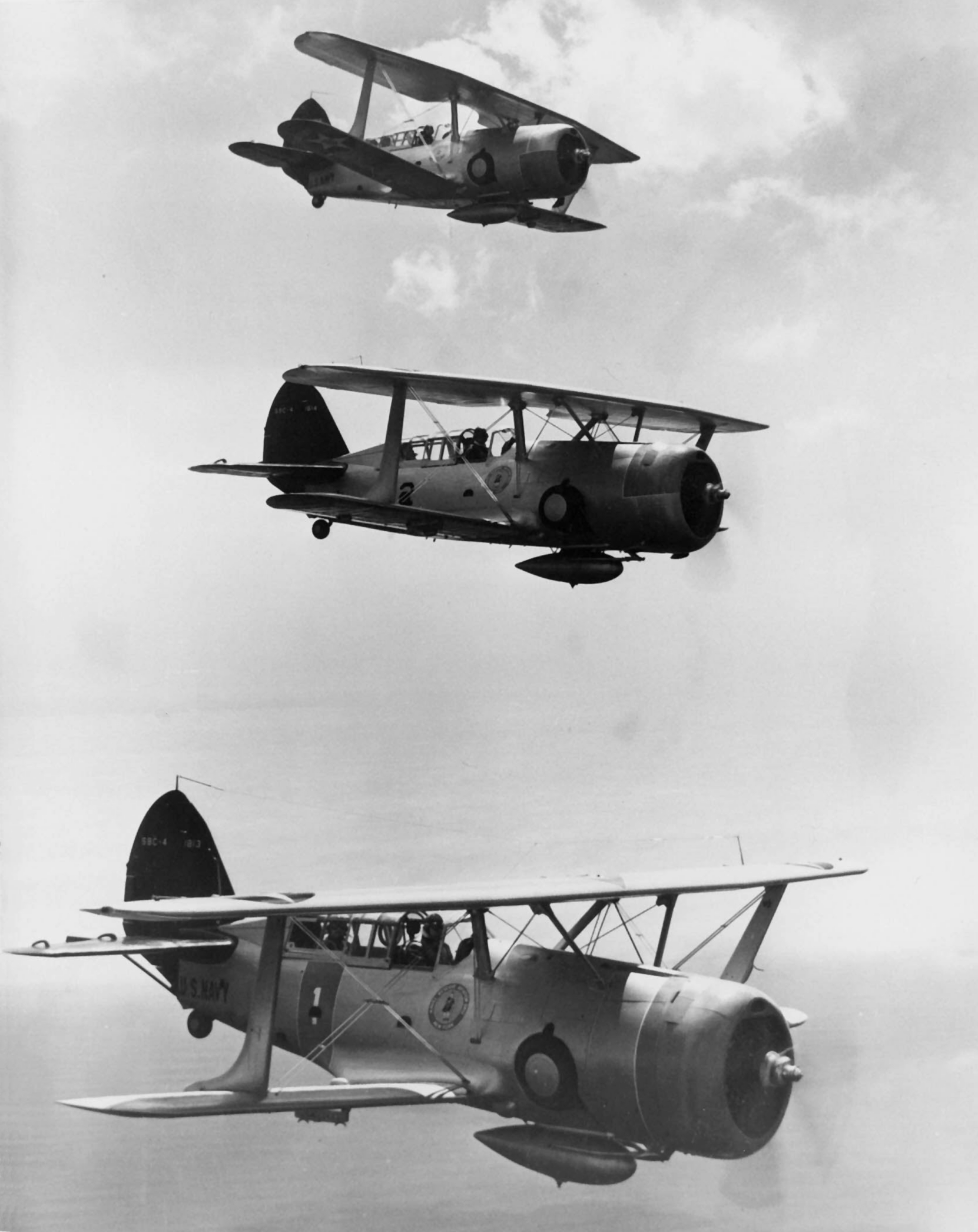
Ланка SBC-4 в польоті

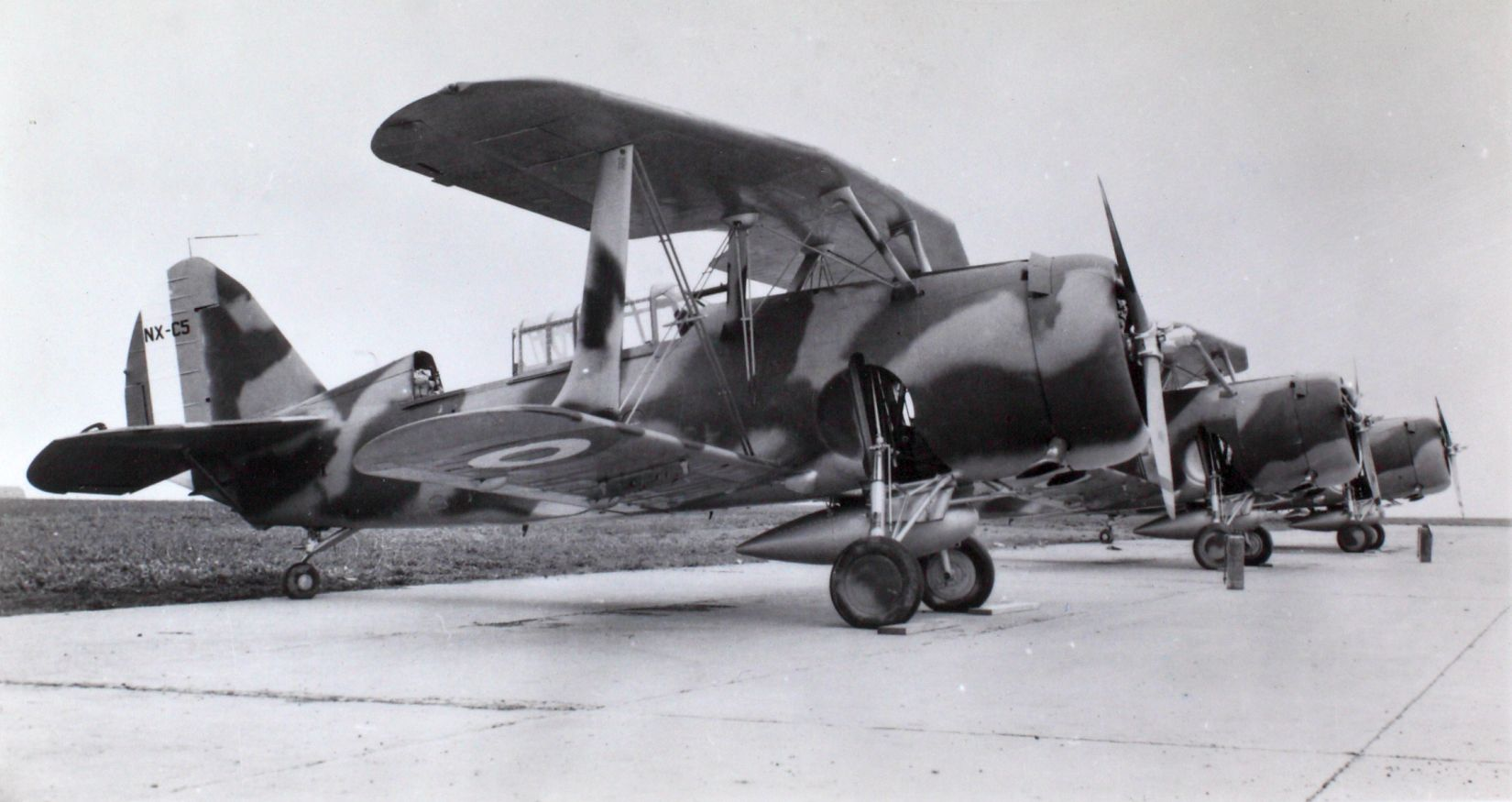
SBC-4 в французькому камуфляжі.

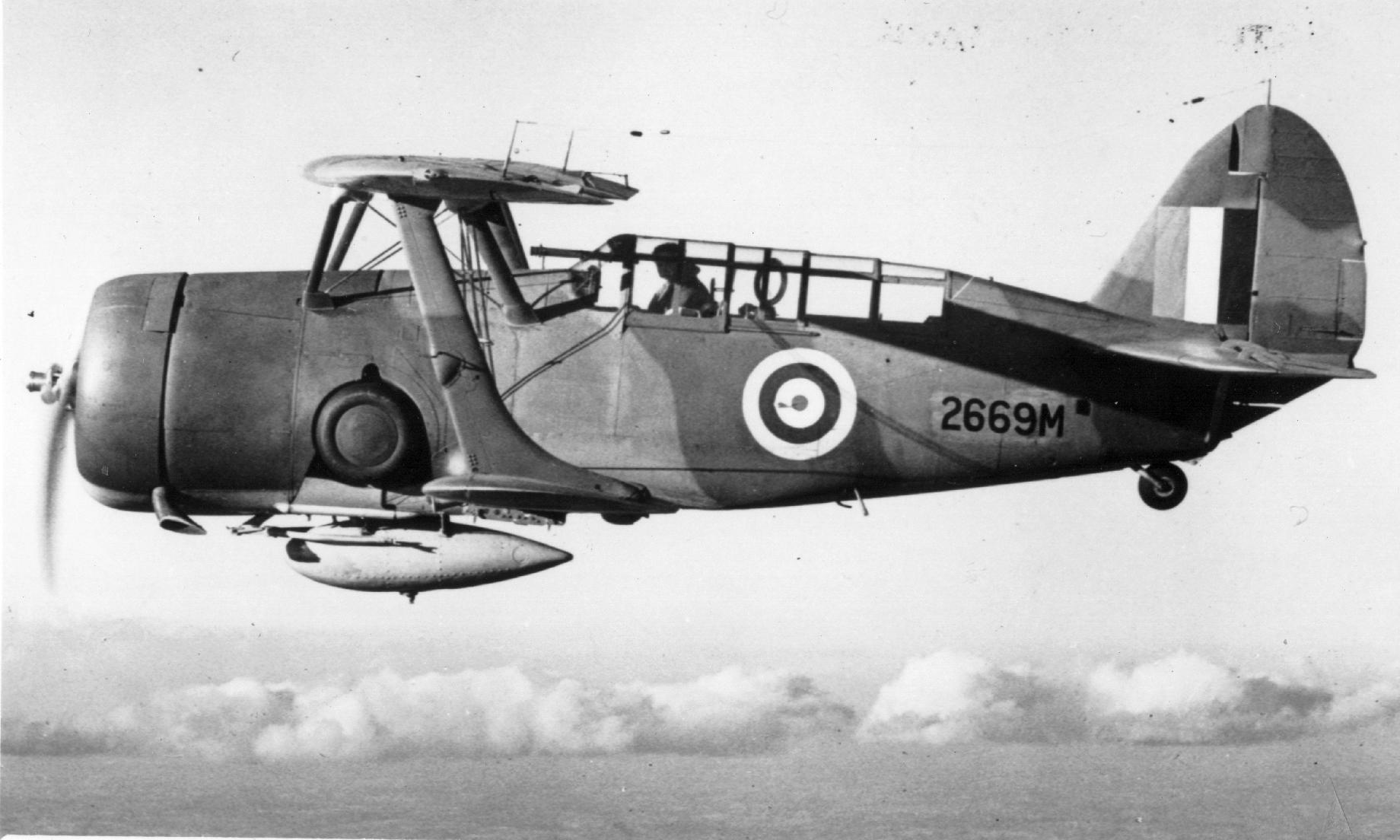
Cleveland Mk.I в повітрі

Літаки SBC-3 надійшли на озброєння палубних ескадрилей в грудні 1937 року, а до грудня 1941 року всі вони були відправлені в навчальні частини. Модифікація SBC-4, яка надійшла на озброєння в березні 1939, теж виводилась з бойових частин, але дві ескадрильї авіаносця Горнет — VS-8 і VB-8 були оснащені SBC-4, аж до березня 1942 року, хоча і не використовувались в боях.
Але SBC-4 використовувався для бойових завдань в складі авіації корпусу морської піхоти. В травні 1942 року на Самоа була перекинута ескадрилья VMO-151, яка здійснювала антисубмаринне патрулювання і супровід морських конвоїв. В жовтні була сформована ще одна ескадрилья SBC-4 — VMO-155, але вони обидві були переоснащені на SBD Dauntless на початку 1943 року.
В 1939 році 90 «Геллдайверів» було замовлено Францією, але через завантаженість заводів Curtiss цей контракт не виходило виконати вчасно. Але в травні 1940 року за проханням Франції США вирішило передати 50 вже готових літаків з своїх власних резервів. Більшість з цієї партії були завантажені на борт авіаносця «Беарн», але Франція капітулювала до того як він повернувся. В результаті авіаносець прибув до Мартиніки, де літаки були поставлені на консервацію. Після війни їх всіх було відправлено на злом.
5 «Геллдайверів», які мали бути відправлені Франції, були залишені в Канаді і там прийняті на озброєння під позначенням Cleveland Mk.I. В ВПС Канади вони використовувались як навчальні.

## Тактико-технічні характеристики

### Технічні характеристики
- Довжина: 8,57 м
- Висота: 3,17 м
- Розмах крила: 10,36 м
- Площа крила: 29,44 м²
- Маса порожнього: 2065 кг
- Маса спорядженого: 3211 кг
- Двигун: Wright R-1820-34
- Потужність: 850 к. с.

### Льотні характеристики
- Максимальна швидкість: 376 км/год
- Дальність польоту: 650 км
- Практична стеля: 7315 м
- Швидкопідйомність: 8,28 м/с